# Scybalophagus rugosus
Scybalophagus rugosus е вид бръмбар от семейство Листороги бръмбари (Scarabaeidae). Видът не е застрашен от изчезване.

## Разпространение
Разпространен е в Аржентина (Катамарка, Ла Риоха, Салта, Сан Салвадор де Хухуй и Тукуман), Боливия, Перу и Чили (Тарапака).